# ボルガライス
ボルガライスは、福井県越前市（旧武生市域）を中心に販売され、主に越前市のご当地グルメとなったものである。

## 概要

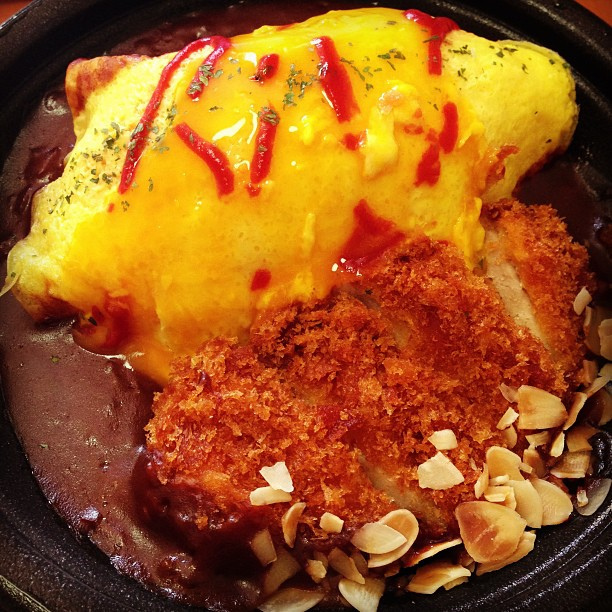
サークルKサンクスによるボルガライス

東京都台東区と福井県武生市（現：越前市武生地区）で1980年以前に登場したメニューで、オムライスの上にカツをのせソースをかけた洋食で、カツ丼の一種である。主に越前市では、オムライスの中身がチャーハンだったりピラフだったり、かけられるソースもドミグラスソース、トマトソース、中華風あんかけ、カツもトンカツではなくメンチカツだったりと提供する店ごとに特色がある。越前市産の食材を3種類以上使ったボルガライスはプレミアムボルガライスと呼ばれる。
上記のオムレツにカツをのせソースをかけるスタイル以外にも、ドリア風ボルガライス、うどんの上にふわふわの卵とカツを乗せる「鍋ボルガ」、ホットドッグや押し寿司の形状のボルガライスも販売されている。
越前市内にはボルガライスを提供する店は、2010年には5店舗で地元でも2割程度しか知っている人がいない料理だったが、日本ボルガラー協会（後述）の活動が功を奏して2017年には20店舗と増加している。
2012年頃には、越前市の学校給食として提供されたこともある。

### 名前の由来・発祥
当初は、名前の由来や発祥店などについてはっきりとした事はわかっていなかった。ロシア西部のボルガ川流域の町でこの料理によく似た物を見たという情報から『ボルガライス』と名付けたという説があるなど、その他にはイタリアの地名に由来するとする説もあった。
島根県松江市の松江カツライス研究会によると、1952年から1955年までの間に東京・浅草のひさご通りにあった『クスノキ屋』でヴォルガ・ドン運河に因んだ洋風カツ丼が創作されたのが始まりとしている。その後、武生市の『カフェド伊万里』(2022年11月閉店) が開店する際に東京からシェフが招かれた時に福井に伝えられた。

## 商品化例
2010年、2012年には北陸限定としてサークルKサンクス、ローソン、ファミリーマート、セブン-イレブンなどの大手コンビニエンスストアで商品化され、2013年には1月22日から同年2月4日の期間限定で、全国のサークルKサンクス約6300店で、2013年1月22日から同年2月4日までの期間限定で全国発売もされた。全国販売時には漫画家の池上遼一がイメージキャラクターを描き、パッケージ画に用いられている。
2015年10月には業務用「ボルガライスソース」がオタフクソースから発売された。
2016年11月から同年12月には山崎製パンよりボルガライスをイメージしたランチパックが北陸・東海地方において期間限定で販売された。

## 日本ボルガラー協会
2009年12月、日本経済新聞に「もったいない福井人気質」と題する記事が掲載された。記事は福井県人の宣伝下手について書かれており、その代表例としてボルガライスが取り上げられていた。翌2010年には当時越前市職員だった波多野翼（現：衆議院議員）ら3人が日本ボルガラー協会を結成、ボルガライスの普及活動を自主的に行うことになる。
ボルガライスを学校給食にすることを最初の目標に、宣伝動画を作成しYouTubeで公開する、提供する店舗（2010年当時5店舗）に許可を得て、紹介するWebサイトを公開するといった活動を行った。越前市出身の漫画家池上遼一の妹が越前市でボルガライスを提供する店 (カフェド伊万里) を経営していたことから、ポスターの原画を依頼した。しかし、ポスターの印刷費用が3人の個人資金からは捻出できず、家族、親戚、友人、知人から1口1000円の協力金を集め、約70人の出資によって、2010年9月には池上が描いたイメージキャラクターと「武生に来たらボルガライス」のキャッチコピーの文字を配したポスターが完成する。この印象的なポスターは越前市内のいたるところ、美容室、酒屋、寺、神社にも貼られることになった。評判を呼んだポスターが元となり、地元新聞やテレビからの取材が協会に殺到し、ボルガライスは全国的な知名度を得て行くことになる。
また、活動の一環として、上述のオタフクソースのボルガライスソース、山崎製パンのランチパックは、協会の公認商品となっている。